# توني دين (سياسي)
توني دين (بالإنجليزية: Tony Dean)‏ هو سياسي أسترالي، ولد في 19 يناير 1954. حزبياً، نشط في حزب العمال الأسترالي. وقد انتخب عضو الجمعية التشريعية لأستراليا الغربية.